# Нор-Уґі
Нор-Угі (вірм. Նոր ուղի) — село в марзі Арарат, у центрі Вірменії. Село розташоване за 12 км на північний захід від міста Арарата, за 9 км на південний схід від міста Арташата, за 4 км на схід від села Таперакан, за 4 км на північний схід від села Покр-Веді, за 5 км на північ від села Нор-Кянка, за 8 км на захід від міста Веді.